# Museo di Santa Restituta
Il Museo di Santa Restituta si trova a Lacco Ameno, sull'isola d'Ischia ed è situato al di sotto della Basilica di Santa Restituta, in prossimità del Museo Archeologico di Pithecusae.

## Museo Archeologico

### Storia
Il museo nacque agli inizi degli anni cinquanta grazie al rettore della chiesa, Pietro Monti: i lavori di riparazione dell'antica cappella dedicata alla martire africana Santa Restituta (santa) (le cui reliquie giunsero a Ischia nel V secolo e furono qui collocate prima di essere traslate a Napoli nel IX secolo), situata nell'omonima piazza nel centro di Lacco Ameno, portarono alla luce, nel 1951, una cripta paleocristiana proprio al di sotto del pavimento. Il ritrovamento di una lucerna fittile datata VI secolo-VII secolo d.C. impresse una spinta propulsiva ai lavori di scavo, che in breve portarono alla scoperta di un antico cimitero cristiano ed in seguito di numerose tombe fenicie, puniche e greco-romane.
Gli scavi ed il museo ebbero sistemazione definitiva nel 1974; attualmente il museo è sovraordinato alla curia di Napoli e alla Soprintendenza per i beni archeologici delle province di Napoli e Caserta.
La peculiarità del Museo è rappresentata dalla commistione tra le aree di scavo e l'entità museale: esso infatti è stato realizzato sui luoghi stessi degli antichi insediamenti e ha finito per raccogliere, col passare del tempo, anche i reperti provenienti da altre parti dell'isola.

### Opere

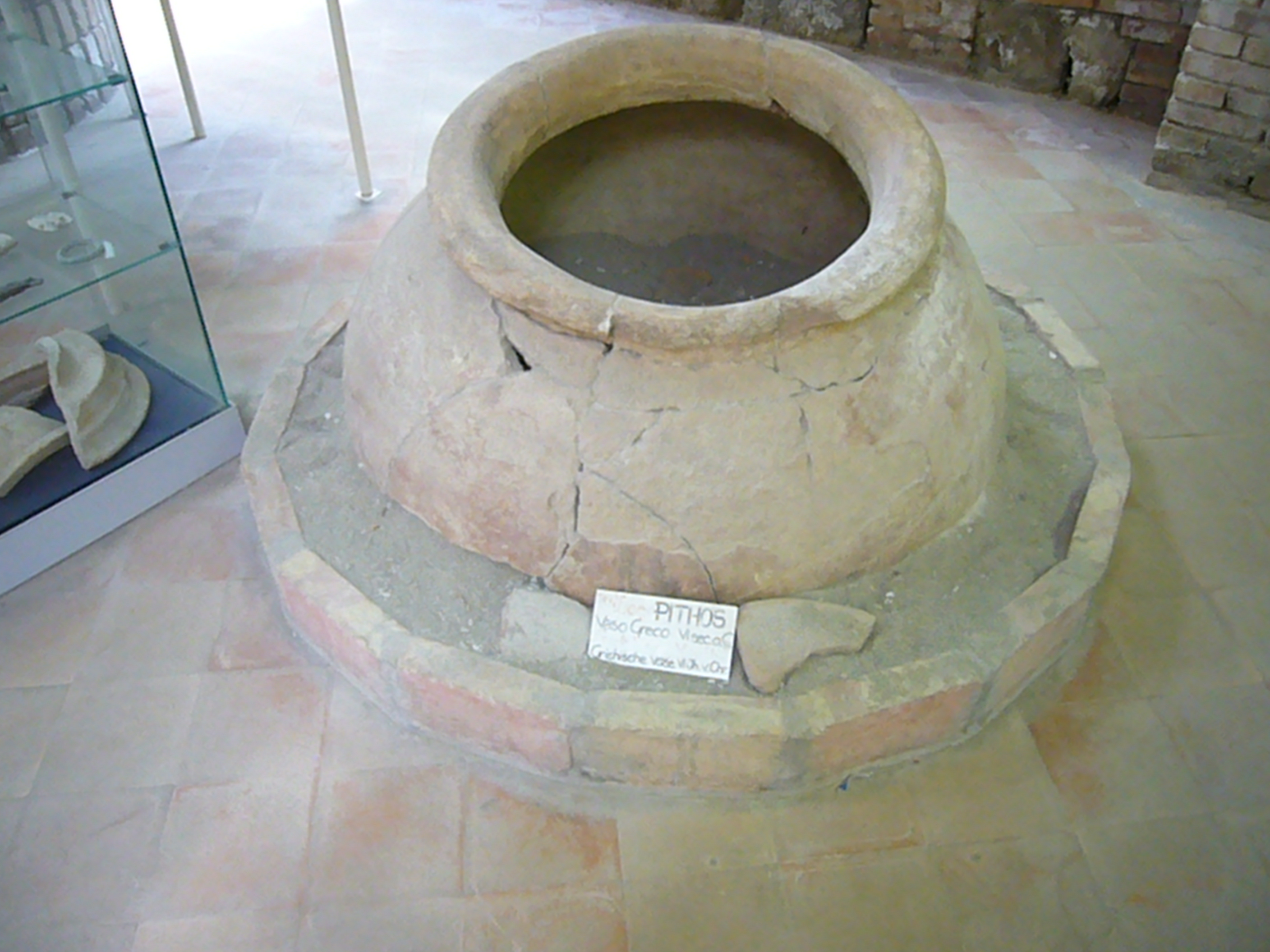
Pithos del VI sec. a.C. ricostruito nell'area museale

I lavori di scavo hanno permesso agli studiosi di identificare sia un'area cimiteriale sia un'area "industriale" in cui erano presenti i forni per la cottura della creta. I vasi pitecusani venivano lavorati e cotti proprio in quel punto per poi essere venduti ed esportati per tutto il Mediterraneo. È quindi possibile osservare cocci e frammenti di anfore per il vino, di statuette e di piatti raffiguranti figure divine, come ad esempio la Testa della ninfa Aretusa (IV secolo a.C.) e la Testa di Demetra (IV secolo a.C.), un lekythos d'argilla e vernice nera (IV secolo a.C.), un'antefissa in argilla a vernice rossa (VI secolo a.C.) o addirittura un'arula in marmo bianco levigata a scalpello (III secolo a.C.).
Parallelamente, all'interno del percorso degli scavi è possibile osservare un panorama globale della storia dell'isola d'Ischia: dalla preistoria al periodo greco-ellenistico-romano, fino alle testimonianze del primo Cristianesimo.